# Diocesi di Lạng Sơn e Cao Bằng
La diocesi di Lạng Sơn e Cao Bằng (in latino Dioecesis Langsonensis et Caobangensis) è una sede della Chiesa cattolica in Vietnam suffraganea dell'arcidiocesi di Hanoi. Nel 2021 contava 6.420 battezzati su 1.910.100 abitanti. È retta dal vescovo Joseph Châu Ngọc Tri.

## Territorio
La diocesi si trova nel nord del Vietnam. Comprende per intero le province di Lạng Sơn e di Cao Bằng, e in parte quella di Ha Giang (i distretti ad est del fiume Chiaro).
Sede vescovile è la città di Lạng Sơn, dove si trova la cattedrale di San Giuseppe.
Il territorio si estende su 18.359 km² ed è suddiviso in 14 parrocchie.

## Storia
La prefettura apostolica di Lang Són e Cao Bang fu eretta il 31 dicembre 1913 con il decreto Quo spirituales della Congregazione di Propaganda Fide, ricavandone il territorio dal vicariato apostolico del Tonchino settentrionale (oggi diocesi di Bắc Ninh).
L'11 luglio 1939 la prefettura apostolica fu elevata a vicariato apostolico con la bolla Libenti animo di papa Pio XII.
Il 24 novembre 1960 il vicariato apostolico è stato ulteriormente elevato a diocesi con la bolla Venerabilium Nostrorum di papa Giovanni XXIII.

## Cronotassi dei vescovi
Si omettono i periodi di sede vacante non superiori ai 2 anni o non storicamente accertati.
- Marie Bertrand Cothonay, O.P. † (31 dicembre 1913 - 1924 dimesso)[2]
- Domenico Maria Maillet, O.P. † (31 marzo 1925 - 1930 deceduto)[3]
- Félix Maurice Hedde, O.P. † (20 novembre 1931 - 4 maggio 1960 deceduto)
- Réginald-André-Paulin-Edmond Jacq, O.P. † (4 maggio 1960 succeduto - 24 novembre 1960 dimesso)
- Vincent de Paul Phạm Văn Dụ † (24 novembre 1960 - 2 settembre 1998 deceduto)
- Joseph Ngô Quang Kiệt (3 giugno 1999 - 19 febbraio 2005 nominato arcivescovo di Hanoi)
  - Sede vacante (2005-2007)[4]
- Joseph Đặng Đức Ngân (12 ottobre 2007 - 12 marzo 2016 nominato vescovo di Đà Nẵng)
- Joseph Châu Ngọc Tri, dal 12 marzo 2016

## Statistiche
La diocesi nel 2021 su una popolazione di 1.910.100 persone contava 6.420 battezzati, corrispondenti allo 0,3% del totale.
| anno | popolazione | popolazione | popolazione | presbiteri | presbiteri | presbiteri | presbiteri                | diaconi | religiosi | religiosi | parrocchie |
| anno | battezzati  | totale      | %           | numero     | secolari   | regolari   | battezzati per presbitero | diaconi | uomini    | donne     | parrocchie |
| ---- | ----------- | ----------- | ----------- | ---------- | ---------- | ---------- | ------------------------- | ------- | --------- | --------- | ---------- |
| 1950 | ?           | ?           | ?           | 21         | 12         | 9          | ?                         |         |           | 35        | 9          |
| 1963 | 2.500       | ?           | ?           | 4          | 4          |            | 625                       |         |           | 7         | 11         |
| 1999 | 5.000       | 1.700.000   | 0,3         | 9          | 9          |            | 555                       |         |           | 1         | 13         |
| 2000 | 5.583       | 1.550.000   | 0,4         | 9          | 9          |            | 620                       |         |           | 7         | 12         |
| 2001 | 5.670       | 1.129.400   | 0,5         | 8          | 8          |            | 708                       |         |           | 8         | 13         |
| 2002 | 5.800       | 1.150.000   | 0,5         | 2          | 2          |            | 2.900                     |         |           | 7         | 14         |
| 2003 | 5.928       | 1.159.000   | 0,5         | 3          | 3          |            | 1.976                     |         |           | 8         | 10         |
| 2004 | 6.078       | 1.153.000   | 0,5         | 4          | 4          |            | 1.519                     |         |           | 7         | 11         |
| 2013 | 5.354       | 1.787.000   | 0,3         | 15         | 8          | 7          | 356                       |         | 8         | 33        | 22         |
| 2016 | 6.227       | 1.787.000   | 0,3         | 22         | 14         | 8          | 283                       |         | 9         | 45        | 22         |
| 2019 | 6.047       | 1.783.340   | 0,3         | 42         | 31         | 11         | 143                       |         | 11        | 48        | 25         |
| 2021 | 6.420       | 1.910.100   | 0,3         | 35         | 21         | 14         | 183                       |         | 22        | 36        | 14         |